# (33490) 1999 GK9
1999 GK9 (asteroide 33490) é um asteroide da cintura principal. Possui uma excentricidade de 0.15322870 e uma inclinação de 6.41994º.
Este asteroide foi descoberto no dia 11 de abril de 1999 por LONEOS em Anderson Mesa.